# Revolución de Valaquia de 1848

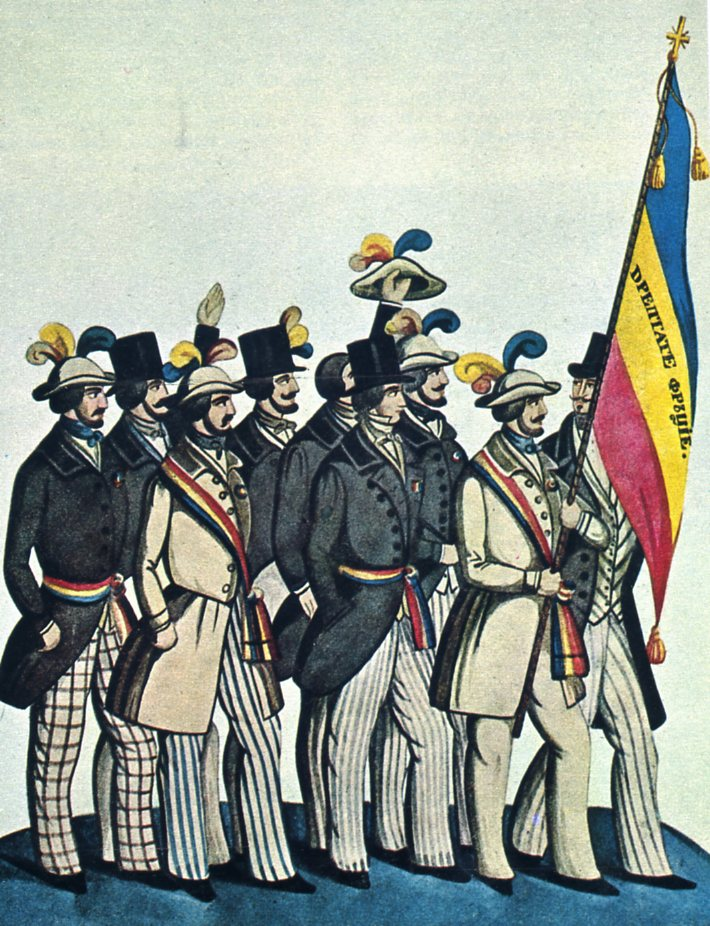
Gente en Bucarest durante los sucesos de 1848 llevando la bandera de Rumania

La Revolución de Valaquia de 1848 (o Revolución valaca) fue un movimiento rumano liberal y un levantamiento nacionalista romántico que se desarrolló principalmente en la región de Valaquia, al sur de la actual Rumania. Se debe entender en el marco de las revoluciones que en 1848 de desarrollaron en numerosos países de Europa y estuvo especialmente ligada a la fracasada revolución en la vecina Moldavia. Mediante este levantamiento se pretendía expulsar al gobierno impuesto por el Imperio ruso mediante el Regulamentul Organic (Estatuto Orgánico en rumano). Además, muchos de los líderes revolucionarios apoyaron la abolición de los privilegios de los boyardos. El movimiento, acaudillado por un grupo de jóvenes intelectuales y oficiales de la Milicia Valaca, triunfó en sus intenciones de derrocar al príncipe Gheorghe Bibescu, quien fue sustituido por un gobierno provisional y una regencia. Finalmente, tras una serie de reformas progresivas, se llegó a la Proclamación de Islaz.
Pese a las rápidas victorias y al apoyo popular, la nueva administración se vio afectada por los conflictos entre el ala más radical y las fuerzas conservadoras, especialmente en el asunto de la reforma agraria. Hubo dos fallidos golpes de Estado que, junto al empeño de Rusia de no reconocer a la nueva administración, debilitaron al Gobierno. Tras conseguir un tratado con las autoridades otomanas, los revolucionarios se vieron finalmente aislados por la intervención de los diplomáticos rusos. Finalmente el levantamiento fue aplastado casi sin resistencia militar por la intervención de los ejércitos ruso y otomano. Sin embargo, durante la siguiente década, la situación internacional permitió alcanzar las metas de la revolución y los antiguos revolucionarios devinieron en la clase política de la nueva Rumania unida.

## Orígenes
Los dos Principados del Danubio, Valaquia y Moldavia, pasaron a supervisión directa rusa tras la guerra ruso-turca de 1828-1829; desde ese momento la gestión de los dos territorios se basó en una serie de documentos administrativos conocidos como el Regulamentul Organic. Tras un periodo de ocupación militar rusa, Valaquia volvió a la soberanía otomana, aunque siguió estando bajo vigilancia de Rusia. En 1834, el trono recayó en Alexandru II Ghica, lo que desató gran controversia en Valaquia, ya que Ghica era el candidato propuesto por Rusia y no el elegido por la Asamblea Valaca. Como consecuencia, el príncipe tuvo que enfrentarse a la oposición de ambos extremos del espectro político, por lo que intentó granjearse el apoyo popular legislando contra los abusos de los terratenientes. La Societatea Filarmonică (la Sociedad Filarmónica), creada en 1833, fue el primer movimiento liberal, inspirándose en la Revolución francesa y tenía por objetivo el impulsar la cultura.
Las hostilidades contra la política rusa en el territorio comenzaron en 1834, cuando el imperio intentó añadir un artículo al Regulamentul, que estaba siendo revisado por la Sublime Puerta, nombre por el que se conocía al Gobierno del Imperio otomano. Con el artículo propuesto se pretendía evitar que las Asambleas de los dos principados pudiesen modificar el Regulamentul sin el consentimiento de las dos potencias protectoras. Esta enmienda encontró una gran oposición entre los diputados de Valaquia, entre los que se contaba el caudillo radical Ion Câmpineanu. Sin embargo, el proyecto fue aprobado en 1838 con el beneplácito del sultán Abdülmecit I y aceptado por el príncipe Ghica.
Câmpineanu, quien había propuesto una Constitución reformista para sustituir al Regulamentul, fue exiliado, aunque continuó gozando de una importante influencia en la generación más joven de activistas, tanto valacos como moldavos. Este grupo, entre cuyas filas había numerosos boyardos que habían estudiado en Francia, se inspiró también en las sociedades reformistas y revolucionarias como la italiana Carboneria y las utopías socialistas. Fueron estos activistas los primeros en publicar las peticiones de independencia y de una unión Valaco-Moldava. En 1846, se creó la Societatea Studenţilor Români (Sociedad de Estudiantes Rumanos), cuyo presidente honorario fue el poeta francés Alphonse de Lamartine.

## Sucesos prerrevolucionarios y estallido
En octubre de 1840, el príncipe Ghica comenzó la represión contra los revolucionarios. Comenzó posicionándose contra una sociedad secreta de revolucionarios, arrestando al boyardo Mitică Filipescu, al joven radical Nicolae Bălcescu y a Dimitrie Macedonski, quien había participado en el levantamiento de 1821.

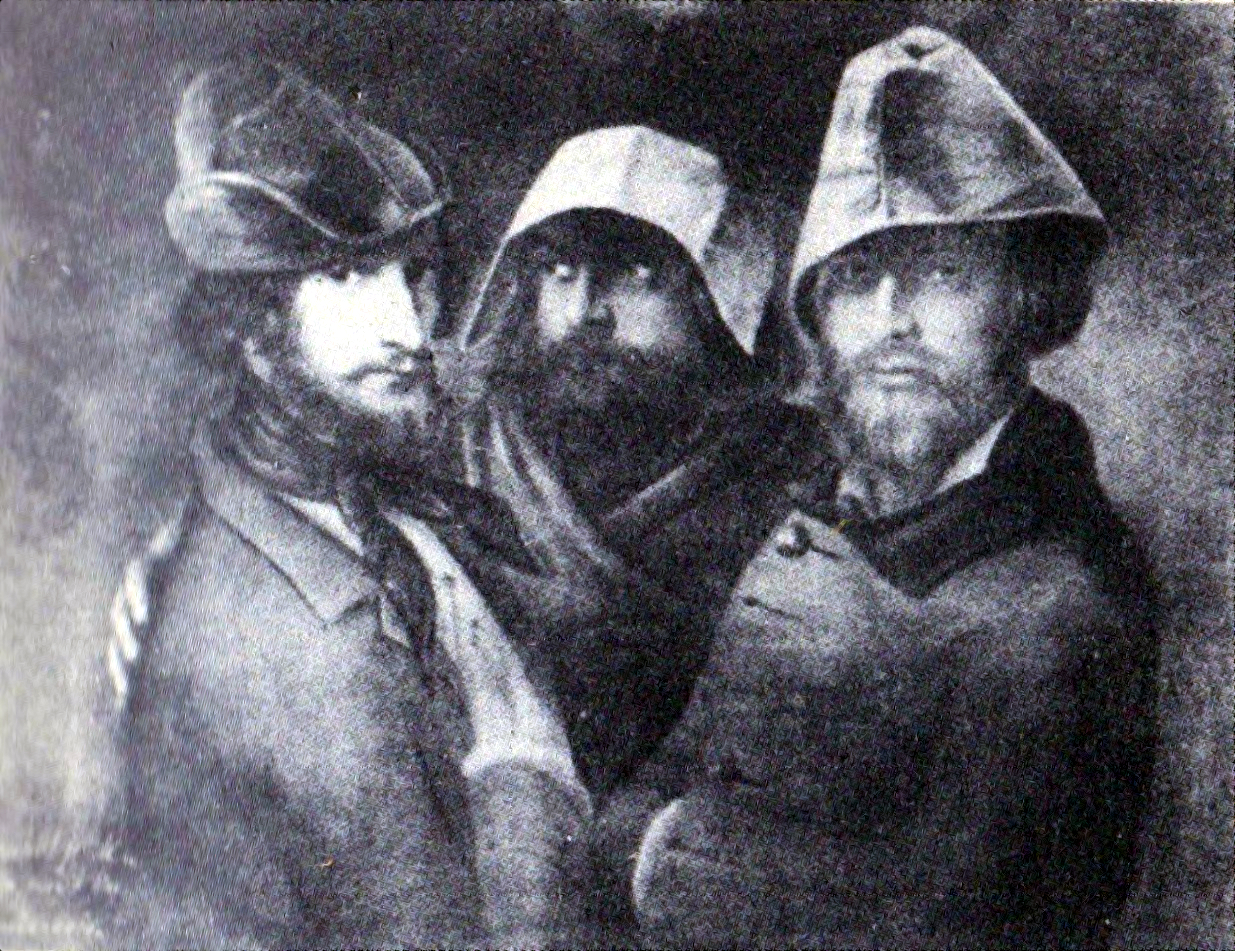
Litografía de un grupo mostrando a los revolucionarios afincados en París a principios de los años 1840. De izquierda a derecha: Constantin Daniel Rosenthal (autor de la litografía), C. A. Rosetti y un valaco anónimo.

El nuevo gobernante, Gheorghe Bibescu, liberó a Bălcescu y a otros participantes en el complot en 1843. Poco después, crearon otra sociedad secreta inspirada en las logias francomasonas a la que llamaron Frăţia (La Hermandad), la cual tuvo un papel central en la revolución. En un principio el núcleo de Frăţia estuvo compuesto por Bălcescu, Ion Ghica, Alexandru Golescu y el mayor Christian Tell. En la primavera de 1848, el liderazgo de la sociedad incluyó a Ion y Dimitrie Brătianu, Constantin Bălcescu, Ştefan y Nicolae Golescu, Gheorghe Magheru, C. A. Rosetti, Ion Heliade Rădulescu, y Ioan Voinescu II. Tuvo especial éxito en Bucarest, donde la clase media también se vio involucrada en la organización y usó como fachada legal la Soţietatea Literară (Sociedad Literaria), a cuyos encuentros acudían los moldavos Vasile Alecsandri, Mihail Kogălniceanu, y Costache Negruzzi, así como el austriaco Constantin Daniel Rosenthal. Durante los primeros meses de 1848, los estudiantes rumanos de la Universidad de París presenciaron y, en algunos casos, participaron en el levantamiento republicano.
La rebelión estalló a finales de junio de 1848, después de que los miembros de Frăţia adoptasen un proyecto único dirigido a llevar a cabo una reforma agraria. Este acuerdo se llevó a cabo gracias a las presiones de Nicolae Bălcescu y quienes le apoyaban. El documento, destinado a ser leído como una proclamación, fue redactado principalmente por Heliade Rădulescu y Bălcescu, quienes aportaron la mayor parte de las ideas. Pedía, entre otros asuntos, la independencia de Valaquia, el desarrollo de los derechos civiles y la igualdad, la extensión de los impuestos a todos los ciudadanos, una mayor asamblea, un gobierno responsable, un máximo de cinco años de mandato para los príncipes, quienes serían elegidos por la asamblea, libertad de prensa y descentralización.

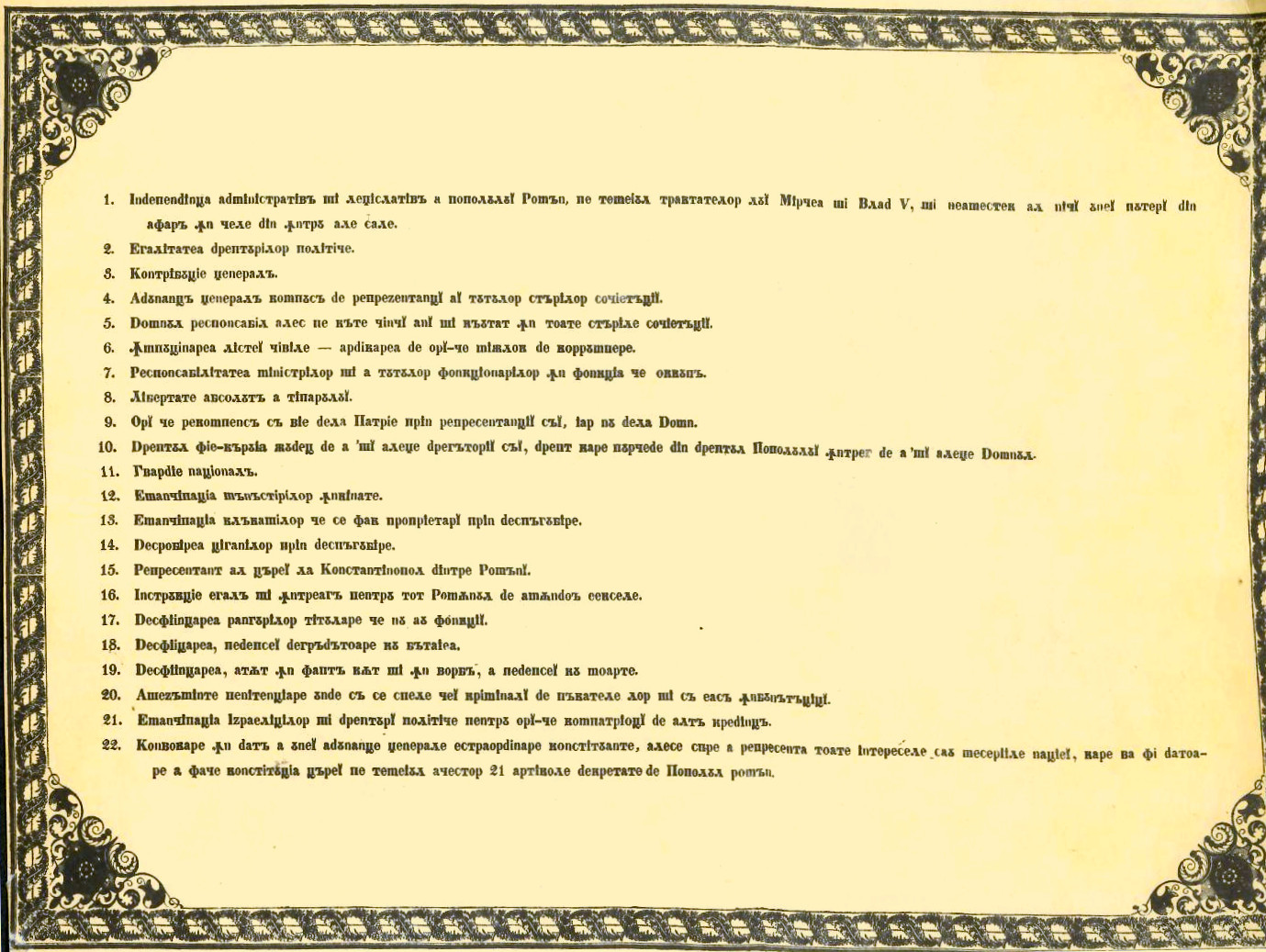
La Proclamación de Islaz

Originalmente, la agrupación revolucionaria intentó tomar varias bases militares a lo largo de toda Valaquia y planeó organizar, al mismo tiempo, varias revueltas populares en Bucarest, Râmnicu Vâlcea, Ploieşti e Islaz. El 21 de junio, Rădulescu y Tell se encontraban en Islaz, donde, junto con el sacerdote ortodoxo Şapcă Celei, presentaron el plan revolucionario a la multitud. Se creó en ese momento un nuevo gobierno compuesto por Tell, Heliade Rădulescu, Ştefan Golescu, Şapcă, y Nicolae Pleşoianu, quienes escribieron al príncipe Bibescu pidiendo el reconocimiento del programa como un embrión de una nueva constitución y que «escuchase la voz de su tierra natal y se situase al frente de este gran logro».
El ejecutivo revolucionario abandonó Islaz al frente de un regimiento de soldados y, tras pasar por Caracal, entraron triunfalmente en Craiova sin encontrar resistencia alguna de las fuerzas locales. De acuerdo a un recuento, el destacamento estaba compuesto por 150 000 civiles armados. Mientras se desarrollaban estos acontecimientos, Bibescu recibió un disparo en Bucarest, presuntamente realizado por Iancu Paleologu, el cual no consiguió más que arrancarle una de sus charreteras. Durante las siguientes horas, las fuerzas policiales acorralaron a varios miembros de Frăţia y arrestaron a Rosetti y otros pocos, aunque la mayoría consiguieron escapar.

## Gobierno provisional

### Creación

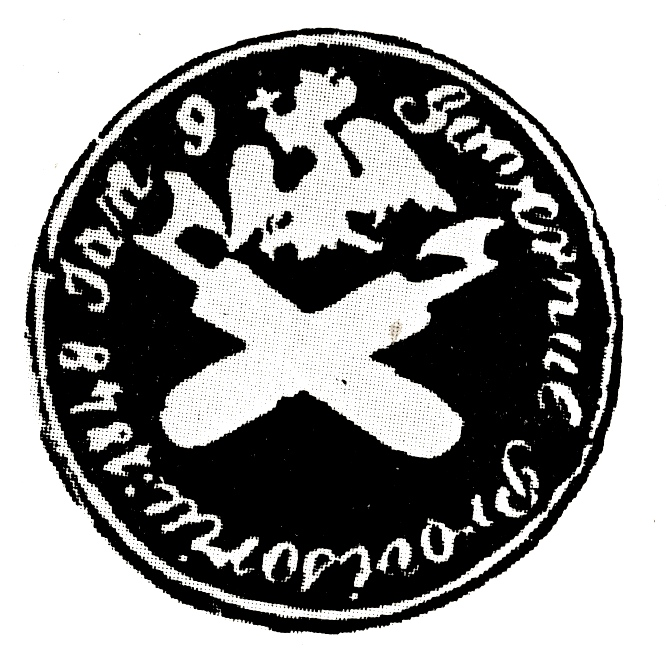
Bandera del Gobierno Provisional en junio de 1848

El 23 de junio, Bibescu intentó recuperar el apoyo de su milicia ordenándoles repetir sus promesas de fidelidad. Los oficiales accedieron a renovar sus votos pero añadieron que no derramarían la sangre de los rumanos bajo ninguna circunstancia. Por la tarde, los habitantes de Bucarest se sintieron animados por el desarrollo de los acontecimientos y se manifestaron en las calles de la ciudad. Alrededor de las cuatro en punto comenzaron a sonar las campanas de las iglesias de Dealul Mitropoliei, la colina de Bucarest donde se encontraban los centros político y religioso de Rumania. Se leyó públicamente la Proclamación de Islaz y se mostró ampliamente la tricolor rumana por toda la ciudad. A las diez en punto de la tarde, Bibescu cedió a la presión, firmó la nueva constitución y accedió a apoyar un nuevo gobierno provisional tal y como le pedía Frăţia. Esto significó la eliminación del Regulamentul Organic, llevando al cónsul ruso en Bucarest a abandonar el país a través del protectorado austriaco de Transilvania. Bibescu también abdicó y salió rápidamente del país.
El 25 de junio, los dos gobiernos propuestos se reunieron en el Guvernul vremelnicesc (Gobierno provisional), basado en la Comisión Ejecutiva de la Segunda República Francesa. Este nuevo gobierno, dirigido por el conservador Neofit II, estaba compuesto por Christian Tell, Ion Heliade Rădulescu, Ştefan Golescu, Gheorghe Magheru y, por un corto periodo, el comerciante Gheorghe Scurti. Otros importantes personajes de la revolución obtuvieron diversos cargos ministeriales: 
- Ministerio de Interior: Nicolae Golescu.
- Ministerio de Justicia: Ion Câmpineanu.
- Ministerio de Educación: Heliade Rădulescu.
- Ministerio de Economía: Filipescu.
- Ministerio de Guerra: Ioan Odobescu.
- Ministerio de Asuntos Exteriores: Ioan Voinescu II.
- Ministerio de Control Público: Gheorghe Niţescu.
- Consejo de la Ciudad: Constantin Creţulescu.
- Guardia Nacional: Scarlat Creţulescu.[21]

Los revolucionarios valacos mantuvieron relaciones controvertidas con los líderes de la Revolución Húngara y con los rumanos de Transilvania, enemigos de aquellos. A principios de abril, Bălcescu, quien mantenía contactos con muchos de los líderes políticos de Transilvania, pidió a August Treboniu Laurian que no se opusiese a la unificación de Transilvania y Hungría. Al mismo tiempo, en negociaciones secretas entre Lajos Batthyány e Ion Brătianu se planeó la creación de una confederación Valaco-húngara. Aunque esta propuesta recibió el apoyo de los progresistas, fue rechazada por el gobierno húngaro, el cual temía dañar sus relaciones con Rusia. Progresivamente, los rumanos transilvanos se distanciaron del levantamiento y decidieron que su objetivo sería mantener la soberanía austriaca, para lo que se enfrentaron a las autoridades revolucionarias húngaras.

### Primeras reformas

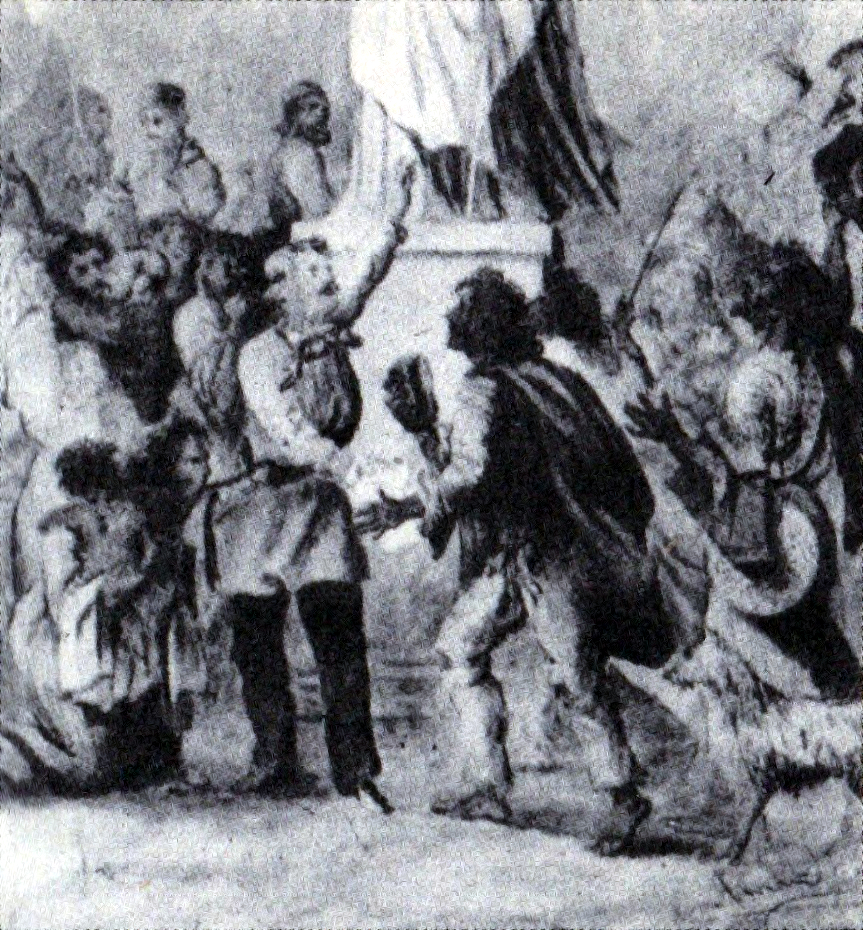
Alegoría de la abolición de la esclavitud de los gitanos, obra de Theodor Aman.

Al día siguiente, la nueva administración redactó sus primeros decretos. Con uno de ellos institituyó la tricolor con la inscripción DREPTATE – ФРЪЦIE (Justicia – Hermandad en los alfabetos latino y cirílico, respectivamente). Se eliminaron todos los rangos civiles que existían en la sociedad rumana con la intención que la única distinción que se hiciese fuese sobre la base de «las virtudes y servicios a la madre patria». También se creó una guardia nacional. El gobierno abolió los castigos corporales y capitales y liberó a los presos políticos. Se hizo un llamamiento a la unificación de todas las tierras habitadas por rumanos como «una nación única e indivisible». Sin embargo, solo un pequeño grupo, lo que creó distensiones entre los revolucionarios.
La abolición oficial de la esclavitud del pueblo gitano fue decretada el 26 de junio. Esta fue la culminación de un proceso que comenzó en 1843, cuando todos los esclavos pertenecientes al Estado fueron liberados, y continuó en 1847, cuando la Iglesia Ortodoxa siguió el ejemplo y liberó a su propia fuerza de trabajo. El decreto decía: 

El pueblo rumano reniega de la falta de humanidad y del vergonzoso pecado de poseer esclavos y declara la libertad de todos ellos. Todos aquellos que aún tengan el vergonzoso pecado de poseer esclavos son perdonados por el pueblo rumano; y la madre patria, como buena madre, debe compensar, de su tesoro, a aquellos que se quejen del perjuicio que les cree este hecho cristiano.

 Se eligió a una comisión de tres miembros para decidir sobre los asuntos de implantación legal y las compensaciones a los dueños de esclavos.
Las autoridades hicieron públicas sus reformas a través de nuevas instituciones de prensa. Las más exitosas fueron Poporul Suveran y Pruncul Român, ambas publicadas por importantes participantes en la revolución. Además, los habitantes de Bucarest podían escuchar regularmente los comunicados públicos en el campo de Filaret, también conocido como El Campo de la Libertad.

## Disputas e intrigas

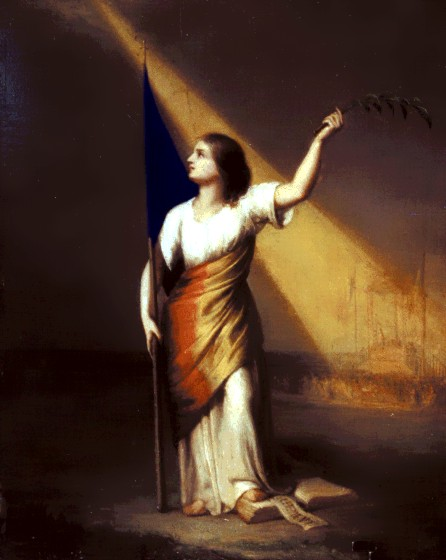
Rumania Rompiendo sus Cadenas en el Campo de la Libertad, pintura por Constantin Daniel Rosenthal (referencia al campo de Filaret).

El apoyo al gobierno provisional comenzó a decaer cuando se comenzó la discusión del asunto de la reforma agraria y los trabajos forzados. Aparte de los conservadores, los oponentes a esta medida eran los moderados Heliade Rădulescu e Ioan Odobescu, ambos altos cargos en el gobierno. Los revolucionarios que apoyaban la cesión de las tierras a los campesinos estaban divididos sobre la cantidad que debía ser cedida y sobre las compensaciones a los boyardos. Se alcanzó un compromiso de dejar en manos de la Asamblea decidir sobre este asunto antes de redactar un decreto. Sin embargo, el 28 de junio se escribió un texto a los terratenientes indicándoles que la reforma se haría a cambio de compensaciones económicas aún sin especificar y pidiendo a los campesinos que terminasen con los días de trabajo que debiesen a sus señores antes del otoño de ese año.
Este mensaje provocó una reacción por parte de la oposición: Odobescu se unió a la causa de los conservadores y, el 1 de julio, junto a sus oficiales Ioan Solomon y Grigorie Lăcusteanu, arrestó a todos los miembros del gobierno. El golpe de Estado estuvo a punto de tener éxito, pero se vio contrarrestado por la reacción de los habitantes de Bucarest, quienes organizaron una resistencia callejera contra las tropas amotinadas, crearon barricadas y, finalmente, irrumpieron en los cuarteles generales del ejecutivo. Este último asalto llevó al arresto de los líderes del golpe de Estado.
Pese a este movimiento contra el gobierno, las discusiones sobre el reparto de las tierras continuaron entre los miembros del mismo. El 21 de julio, Nicolae Bălcescu consiguió que se crease una Comisión de la Propiedad, compuesta por 34 delegados (dos de cada condado de Valaquia), representando tanto a los terratenientes como a los campesinos.
Durante este proceso, un importante número de boyardos habían decidido apoyar a los campesinos: el noble liberal Ceauşescu, un delegado de la Comisión en su cuarta sesión, dirigió un discurso en el que se dirigía a los trabajadores como «hermanos» y criticó su propio estatus de terrateniente. La audiencia aplaudió emocionada su gesto y los campesinos pidieron que Dios perdonase los pecados de Ceauşescu. Otros nobles, más circunspectos, preguntaron a los campesinos qué pretendían usar como compensación. Según Mihail Kogălniceanu, su respuesta fue: «Con estos dos brazos de esclavo, hemos trabajado durante siglos el doble de nuestras posibilidades y descansad seguros de que no os dejaremos sin lo que el juicio del país decida que debemos pagar». Esta respuesta causó un gran alboroto en la Comisión.
Los campesinos y quienes les apoyaban abogaban porque cada familia recibiese, al menos, cuatro hectáreas de tierra. Según el sistema propuesto, a los campesinos de las zonas de regadío se les asignaron ocho hectáreas, los de las llanuras, siete, y los de las zonas con más colinas entre cinco y seis. A los que habitaban las tierras al sur de los Cárpatos se les concedieron solo cuatro. Este sistema fue rechazado por muchos boyardos y se tuvo que delegar en la Asamblea el decidir sobre la aplicación del plan. El fracaso a la hora de afrontar los problemas más importantes a los que debían enfrentarse los valacos, llevaron a la pérdida de apoyo a la causa revolucionaria.

## Esfuerzos diplomáticos y regencia

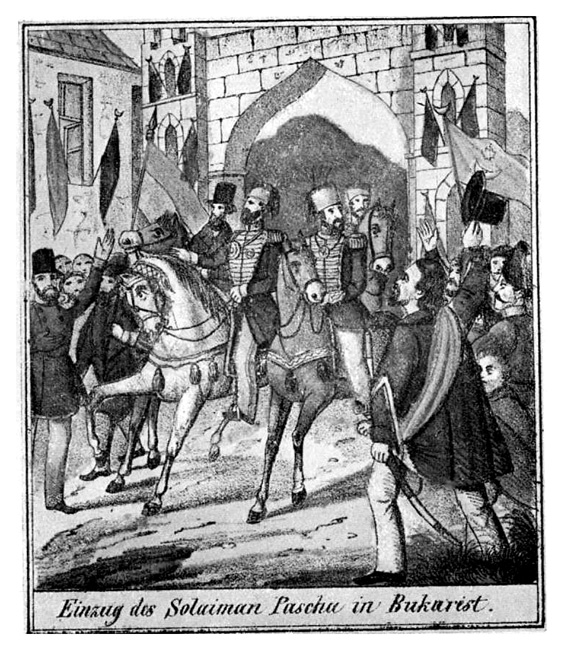
Süleyman Paşa, el enviado otomano, entrando en Bucarest en agosto de 1848.

Enfrentados a una clara hostilidad del zar Nicolás I, los revolucionarios valacos buscaron un acercamiento al Imperio otomano. Se hicieron grandes esfuerzos para recalcar que el movimiento no buscaba rechazar la soberanía otomana en la región. Con esta finalidad, Ion Ghica se trasladó a Estambul a finales de mayo. Su misión fue un éxito momentáneo, aunque los sucesos posteriores llevaron al sultán Abdülmecid a reconsiderar su postura, especialmente tras tener que enfrentarse a las quejas rusas. Süleyman Paşa, el cuñado del sultán, fue enviado a Bucarest para informar de la situación y tomar las medidas apropiadas.
Tras un caluroso recibimiento por parte de los habitantes y las autoridades de la ciudad, Süleyman optó por llevar a cabo una serie cambios para apaciguar a Rusia. Reemplazó al gobierno por una regencia y pidió algunos cambios en la constitución prometiendo que solo eran para asegurarse el reconocimiento otomano. El nuevo grupo de gobierno, un triunvirato, estaba compuesto por Heliade Rădulescu, Nicolae Golescu, y Christian Tell.
Basándose en el consejo de Süleyman, se envió una delegación revolucionaria a Estambul, donde debía negociar el reconocimiento oficial del movimiento. Los diplomáticos rusos aconsejaron a la Sublime Puerta que adoptase una postura más reservada y sustituyese a Süleyman por un informador más especializado, Fuat Pasha. Al mismo tiempo, Rusia ordenó a sus tropas en Besarabia que se preparasen para una intervención a través del río Prut hacia Bucarest. A Albdülmecid no le convenía en absoluto que estallase una guerra turco-rusa en ese momento ya que no estaba preparado militarmente, cuando la Segunda República Francesa y el Reino Unido estaban decidiéndose sobre la posición a tomar hacia las políticas otomanas. A la delegación de Valaquia se le negó ser recibida por el sultán y, tras una larga espera, tuvieron que volver a Bucarest.

## Golpe de Metropolitan Neofit

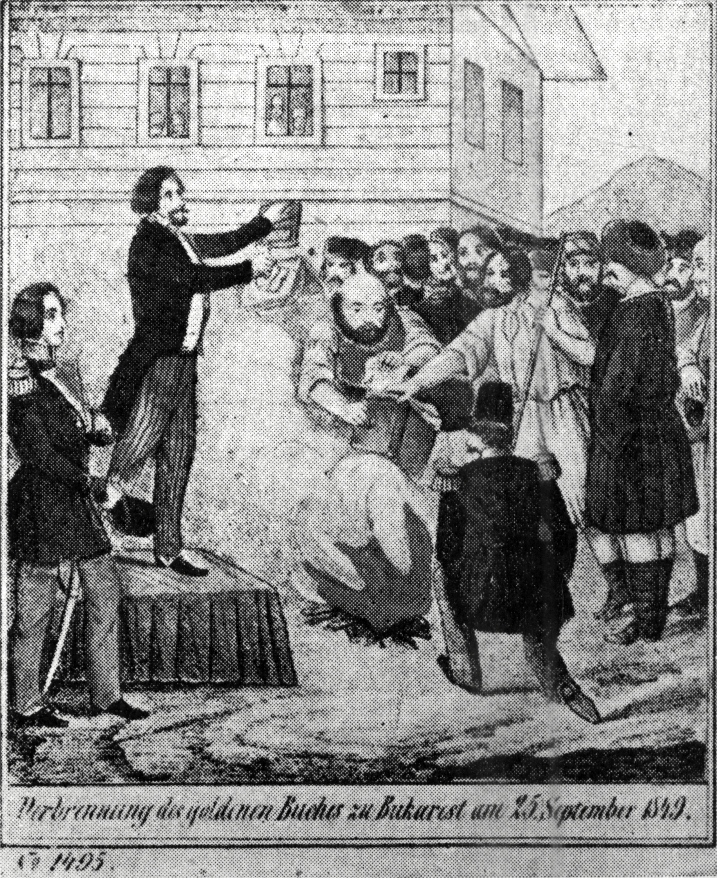
La quema del Regulamentul Organic y del registro de los rangos y títulos rumanos.

El 11 de julio, un rumor falso que afirmaba que el ejército ruso había abandonado Besarabia y avanzaba hacia el sur llevó a los regentes a abandonar Bucarest para refugiarse en Târgovişte. Este rumor se fundaba en una invasión previa de Moldavia que había llevado a cabo Rusia tras una fallida revolución en aquel territorio. Esta ausencia de poder fue aprovechada por los conservadores: dirigidos por Metropolitan Neofit, se alzaron y anunciaron que la revolución había acabado. Cuando el correo revolucionario volvió de la ciudad moldava de Focşani con noticias de que las tropas rusas no habían abandonado sus cuarteles, la población de la capital se preparó para la acción. Durante los sucesos que siguieron destacó la actuación del sacerdote Ambrozie, quien se ganó el sobrenombre de Popa Tun (el Cura del Cañón) por cortar la mecha de un cañón que apuntaba a la muchedumbre. El desarrollo de los acontecimientos obligó a Neofit a invalidar su propia proclamación y transferir el poder de vuelta al Gobierno provisional el 12 de julio.
Durante los meses siguientes, el pueblo se radicalizó y el 18 de septiembre, justo una semana antes del final de la revolución, las masas entraron en el Ministerio de Interior para tomar las copias del Regulamentul Organic y los registros de los rangos de los boyardos. Estos documentos fueron transportados por toda la ciudad en una sátira de un cortejo funerario y después quemados, hoja por hoja en la plaza de Dealul Mitropoliei. Neofit aceptó reticentemente a presidir la ceremonia y a redactar una maldición sobre ambos documentos.

## Aplastamiento
El 25 de septiembre, las tropas otomanas dirigidas por Omar Pachá y por Fuat Pachaá irrumpieron en Bucarest intentando, en parte, evitar el avance ruso más allá del río Milcov. Esa mañana, Fuat se reunió con las figuras públicas más prominentes en su cuartel general en Cotroceni, informándoles del restablecimiento del Regulamentul Organic y nombrando a Constantin Cantacuzino caimacam (gobernador) de Valaquia. Todos los revolucionarios que asistieron a la reunión fueron arrestados, por lo que Rădulescu y Christian Tell buscaron refugio en el consulado británico en Bucarest, donde fueron amparados por el embajador a cambio de una importante suma de florines austriacos.

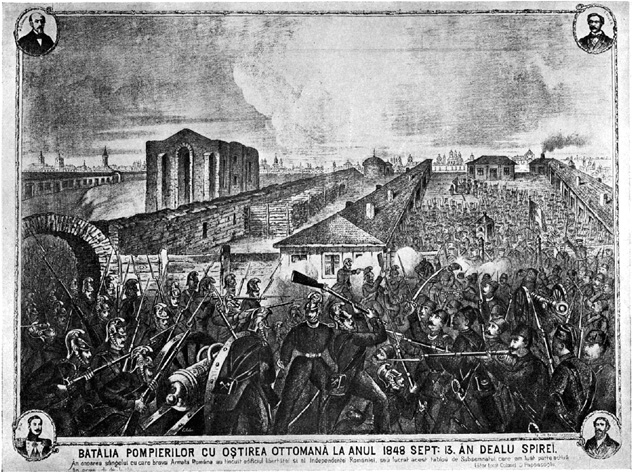
La resistencia de los revolucionarios en Dealul Spirii

La facción radical que respaldaba a Nicolae Bălcescu y a Gheorghe Magheru había planeado resistir en el río Danubio, pero su propuesta no consiguió suficientes apoyos. Un grupo de varios miles de militares, compuesto por pandures de Oltenia y voluntarios valacos, se concentró en Râmnicu Vâlcea bajo el mando de Magheru, pero no llegó a trabar combate con los otomanos. En Bucarest, cuando Fuat se aprestaba a ocupar con sus seis mil soldados los cuarteles de la Dealul Spirii, un grupo de novecientos rumanos dirigidos por un destacamento de bomberos trató de impedirlo; en la escaramuza que siguió, que duró dos horas y media, los turcos sufrieron ciento cincuenta y ocho muertos y los rumanos, cuarenta y ocho; cuatrocientos turcos y cincuenta y siete rumanos resultaron heridos en el cruento choque. Por la tarde, toda la ciudad había sido tomada. El 27 de septiembre una fuerza rusa mandada por Alexander von Lüders se unió a la ocupación de Bucarest, asumiendo la administración de la mitad de la ciudad.
Inmediatamente después de estos sucesos, 91 revolucionarios fueron condenados al exilio. De ellos, un pequeño grupo fue transportado en gabarras desde Giurgiu hacia la ciudad de Sviniţa —en territorio austriaco— cerca del puerto de Orschowa. El artista revolucionario Rosenthal y Maria Rosetti, que habían sido dejados en libertad y habían seguido a las gabarras caminando por la orilla, indicaron que los otomanos salieron de sus aguas jurisdiccionales y consiguieron persuadir al alcalde de Sviniţa para que desarmase a los guardias, quienes permitieron a los prisioneros que huyesen. Los fugitivos se dirigieron entonces a París.
La mayor parte de los revolucionarios fueron detenidos en tierras que hoy pertenecen a Bulgaria hasta mayo de 1849 y, pasando por Rustchuk y Varna, fueron llevados a la ciudad anatolia de Bursa, donde vivieron a costa del Imperio otomano. Se les permitió volver en 1856. Durante el exilio, la rivalidad entre varias fracciones se hizo patente y fue la base de las disputas políticas en Rumania durante los siguientes años.
Durante este periodo, Magheru, siguiendo el consejo de Colquhoun, ordenó la desmovilización de sus tropas y, acompañado por algunos de sus oficiales, cruzó los Cárpatos camino de Hermannstadt, ciudad que ese momento pertenecía al Imperio austríaco, aunque había sido tomada por los revolucionarios húngaros.

## Sucesos posteriores

### Actividades valacas en Transilvania
Desde diciembre de 1849, un importante número de revolucionarios valacos que habían escapado o habían sido liberados comenzaron a mediar entre el húngaro Lajos Kossuth y los activistas y campesinos rumanos de Transilvania que, bajo el liderazgo de Avram Iancu, habían tomado las armas contra las tropas húngaras de Józef Bem. Bălcescu salió de su refugio en Serbia y, junto a Golescu y Ion Ionescu, entabló conversaciones con Iancu en Zlatna. Kossuth presentó a los valacos la propuesta de que las tropas de Iancu abandonasen su base en Apuseni para ayudar a los revolucionarios de Valaquia, permitiendo así a Hungría resistir la intervención rusa, pero la oferta fue rechazada de plano. Al mismo tiempo, Magheru se entrevistó con las autoridades húngaras, pidiéndoles que sopesasen de nuevo la formación de una confederación húngaro-transilvana. Este plan también fue rechazado.
El 26 de mayo, Bălcescu se reunió con Kossuth y Debrecen y, pese a su decepción con el discurso húngaro y su ideal de plenos derechos políticos para los rumanos en la región, aceptó mediar con Iancu, lo que llevó a un alto el fuego y a una serie de concesiones políticas. Esto sucedió mientras las tropas rusas entraban en Transilvania; la expedición militar rusa culminó con la derrota húngara en la batalla de Segesvár a finales de julio.

### Consecuencias políticas

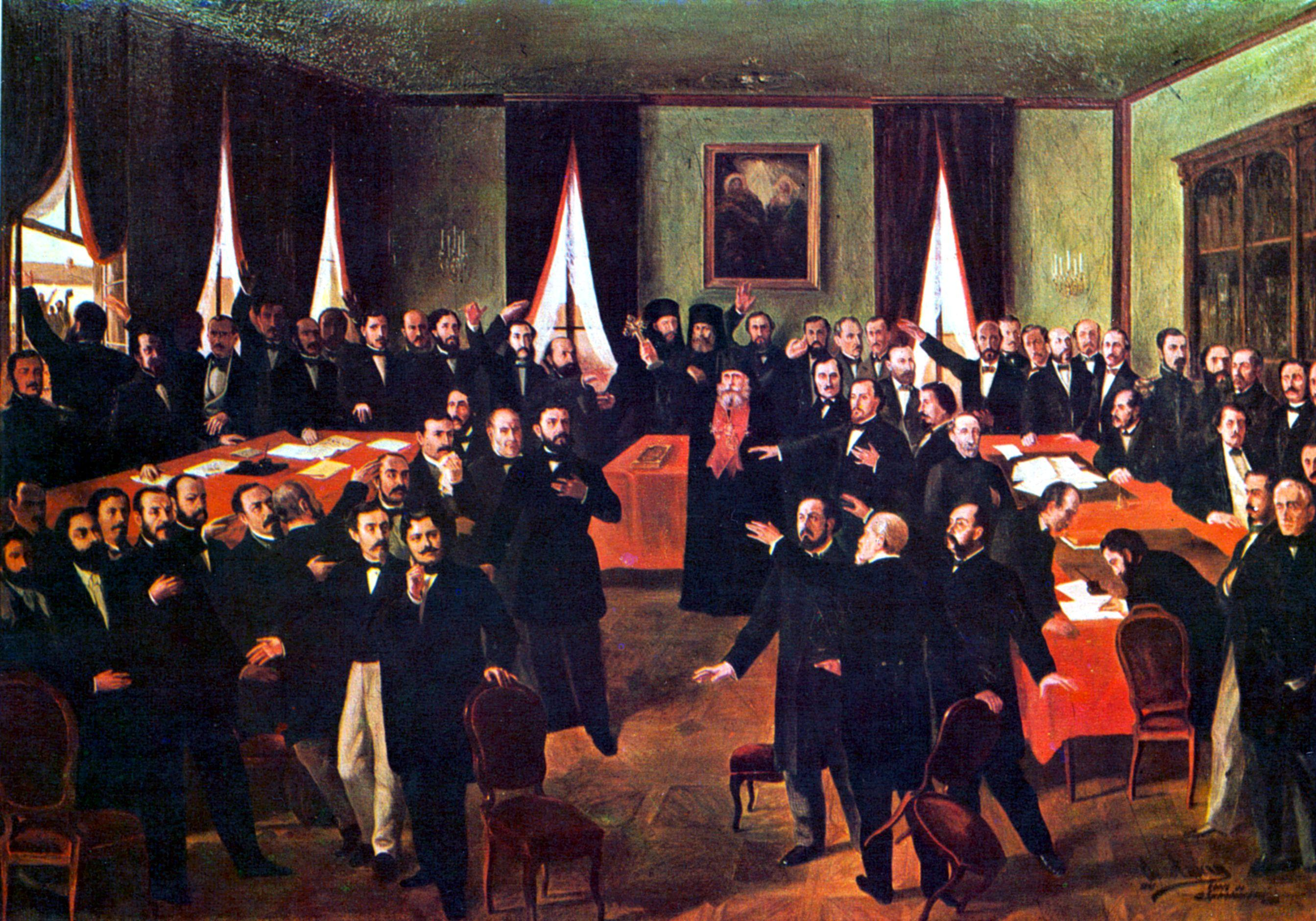
Proclamación de la unión moldo-valaca, pintura de Theodor Aman

La ocupación turco-rusa duró hasta 1851, después de que el Tratado de Balta Liman de 1849 concediese la corona valaca a Barbu Dimitrie Ştirbei. En contraste con los fracasos de los años 1848 y 1849, los acontecimientos del periodo inaugurado por la guerra de Crimea debilitó tanto la dominación rusa y el régimen basado en el Regulamentul Organic que en el transcurso de una generación se alcanzaron casi todos los objetivos revolucionarios. Las actividades comunes acometidas por moldavos y valacos ayudaron a inculcar la idea de unidad nacional, con el éxito final de reunificar todos los territorios de mayoría rumana en un solo Estado.
A principios de 1859, al final de este periodo turbulento, Valaquia se unió a Moldavia, creando lo que pronto pasó a conocerse como el Reino de Rumanía, gobernado por el moldavo Alexandru Ioan Cuza. Tras habérseles permitido volver del exilio tras el Tratado de París, la mayoría de los revolucionarios supervivientes desempeñaron un importante papel en el desarrollo político del nuevo país; para organizarse fundaron el Partida Naţională, mediante el cual Cuza se mantuvo en el poder durante diversas legislaturas. El papel de los emigrantes valacos afincados en París a la hora de promocionar la aceptación del objetivo de una Rumania unida fue decisivo. El Partida consiguió convertirse en el principal partido político de Rumania, encauzando las corrientes liberales del país. Bajo el gobierno de Cuza, aumentó el proceso de occidentalización y, durante los años 1860, se llevó a cabo una reforma agraria durante la cual se secularizaron las tierras monásticas y se suprimieron los privilegios de los nobles y los trabajos forzosos de los campesinos.
Tras el conflicto de 1866 entre el cada vez más autoritario Cuza y la clase política, varios grupos organizaron un golpe de Estado que llevó al príncipe Carol, de la dinastía Hohenzollern, al trono rumano. En 1877, aprovechando la guerra ruso-turca, Rumanía proclamó su independencia.